# Örjan Kihlström
Örjan Kihlström, né le 13 mai 1962 à Bollnäs, dans le comté de Gävleborg en Suède, est un driver suédois, spécialiste des courses de trot attelé.

## Carrière
Örjan Kihlström est l'un des principaux driver de Suède, où il a remporté la plupart des grandes courses. Il court également à l'étranger, ayant accroché notamment le Prix d'Amérique à son palmarès avec Maharajah en 2014. Il est également associé aux champions Nuncio et Propulsion. 

## Palmarès
Courses de groupe 1 uniquement
 Suède
- Elitloppet – 5 – From Above (2003), Magic Tonight (2015), Nuncio (2016), Don Fanucci Zet (2021)
- Svenskt Trav-Oaks – 7 – Pine Princess (1998), Pine Dust (2001), Giant Diablo (2003), Alexia Ås (2004), Tamla Celeber (2010), D'One (2013), Conrads Rödluva (2018), Diana Zet (2019)
- Svenskt Travkriterium – 7 – From Above (2001), Jaded (2005), Marquis du Pommeau (2006), Sahara Dynamite (2007), Maharajah (2008), Brambling (2020), Francesco Zet (2021)
- Stochampionatet – 6 – Royaling (1992), Pine Dust (2002), Giant Diablo (2004), Lie Detector (2008), Calamara Dona (2009), Tamia Celeber (2011), Diana Zet (2020)
- Jubileumspokalen – 6 – Iceland (2009), Panne de Moteur (2013), Nimbus CD (2015), Nuncio (2016), Who's Who (2019), Missle Hill (2020)
- Norrbottens Stora Pris – 6 – Propulsion (2016, 2017, 2018, 2019), Who's Who (2021), Don Fanucci Zet (2022)
- Hugo Åbergs Memorial – 6 –  Commander Crowe (2013), Propulsion (2016, 2017, 2018), Double Exposure (2020), Don Fanucci Zet (2022)
- Sundsvall Open Trot – 5 – Infant du Bossis (2004), Giant Diablo (2006), Panne de Moteur (2013), Delicious (2015), Nuncio (2016)
- E3 Långa – 5 – Face of Speed (2003), Maharajah (2008), Rolling Stones (2013), Al Dente (2014), Policy of Truth (2016)
- Drottning Silvias Pokal – 5 – Giant Diabolo (2004), Lie Detector (2008), Tamia Celeber (2011), Dibaba (2018), Diana Zet (2020)
- Sprintermästaren – 5 – Gentleman (2004), Dust All Over (2008), Orecchietti (2011), Uncle Lasse (2016), Francisco Zet (2022)
- Svenskt Travderby – 5 – From Above (2002), Maharajah (2009), Poochai (2014), Who's Who (2018), Francesco Zet (2022)
- Åby Stora Pris – 4 – Red Chili Pirat (2006), Commander Crowe (2014), Propulsion (2018, 2019)
- Olympiatravet – 4 – Triton Sund (2009), Maharajah (2013), Propulsion (2019), Who's Who (2022)
- Konung Gustaf V:s Pokal – 4 – Dust All Over (2008), Volstead (2015), Perfect Spirit (2018), Francisco Zet (2022)
- Svensk Uppfödningslöpning – 1 – Bythebook (2018)
- Hakan Wallner Memorial – 1 – Hell Bent For Am (2018)

 Norvège
- Grand Prix d'Oslo – 1 – Nuncio (2016)

 Finlande
- Finlandia Ajo – 1 – Propulsion (2016)
- Seinäjoki Race – 2 – Call Me Keeper (2018), Mister Hercules (2023)

 France
- Prix d'Amérique – 1 – Maharajah (2014)
- Prix de France – 2 – Naglo (2004, 2005)
- Prix de Paris – 2 – Maharajah (2011), Lionel (2016)

 Italie
- Grand Prix Gaetano Turilli – 1 – Infant du Bossis (2004)
- Championnat Européen – 1 – Igor Brick (2003)

 Danemark
- Copenhagen Cup – 1 – Triton Sund (2009)

 Europe
- Grand Prix de l'UET – 2 – Naglo (2002), Maharajah (2009)
- UET Trotting Masters – 3 – Nuncio (2016), Propulsion (2018, 2019)

## Galerie

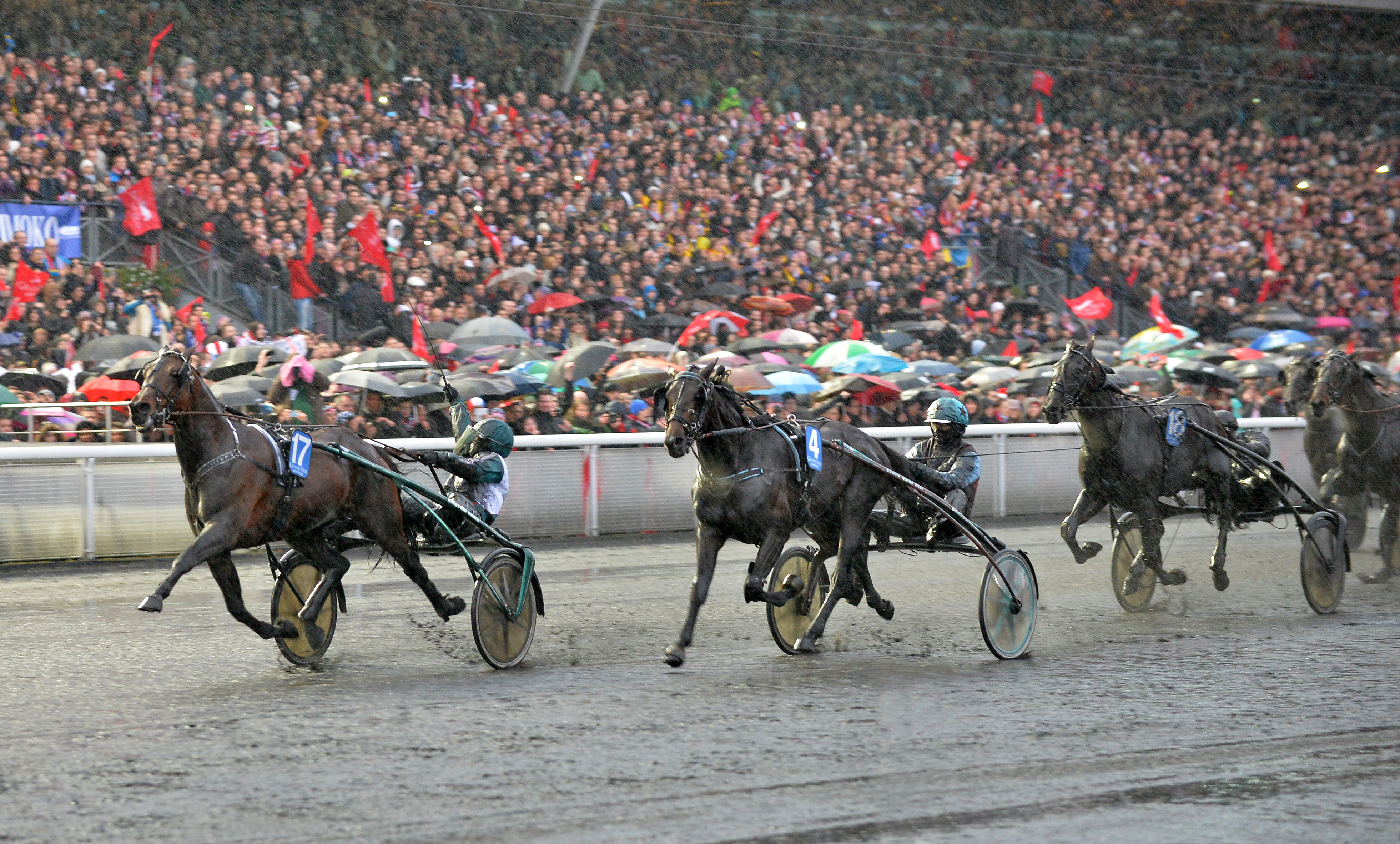
Avec Maharajah à l'arrivée du Prix d'Amérique 2014.
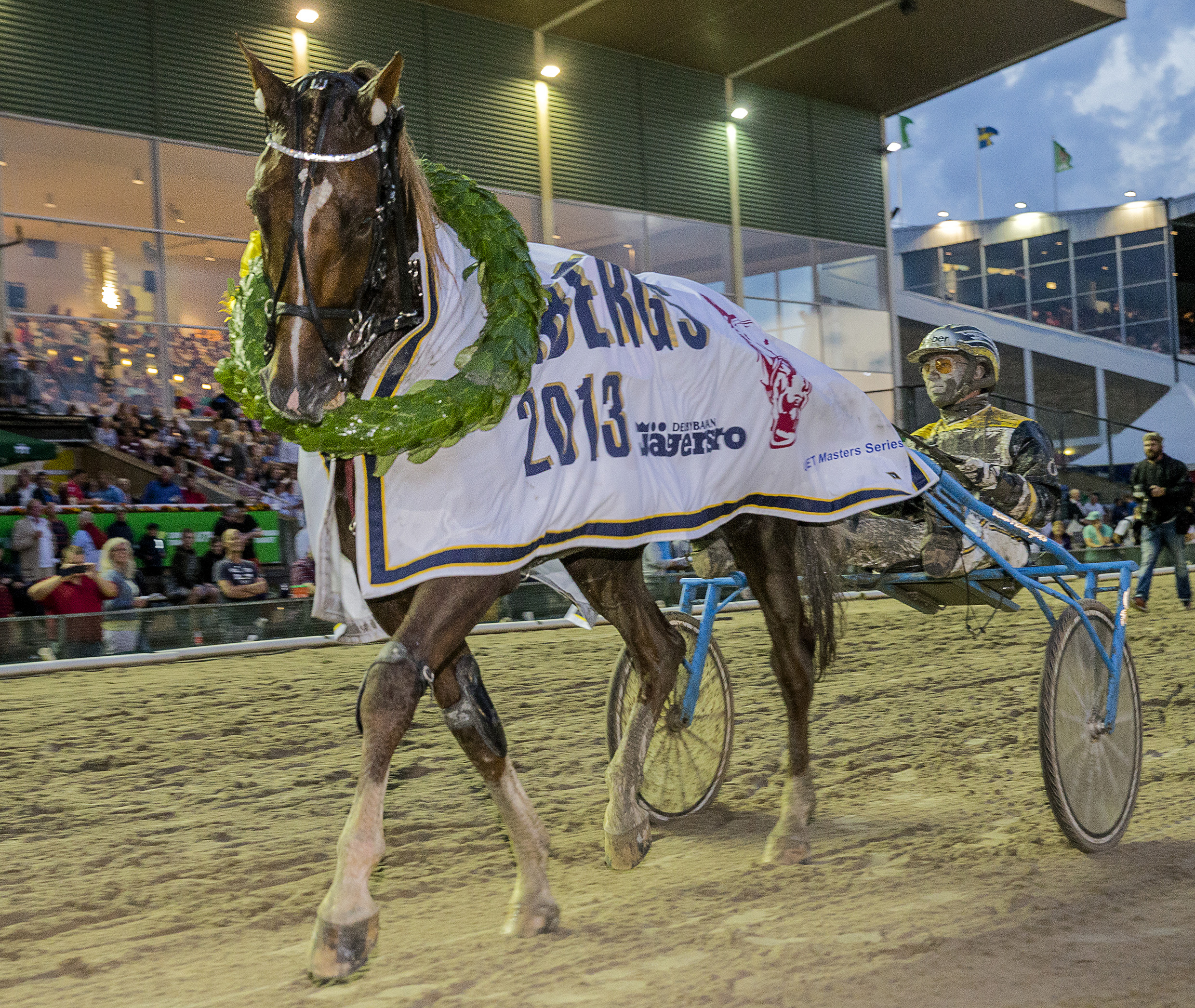
Au sulky de Commander Crowe après sa victoire dans le Hugo Abergs Memorial en 2013.
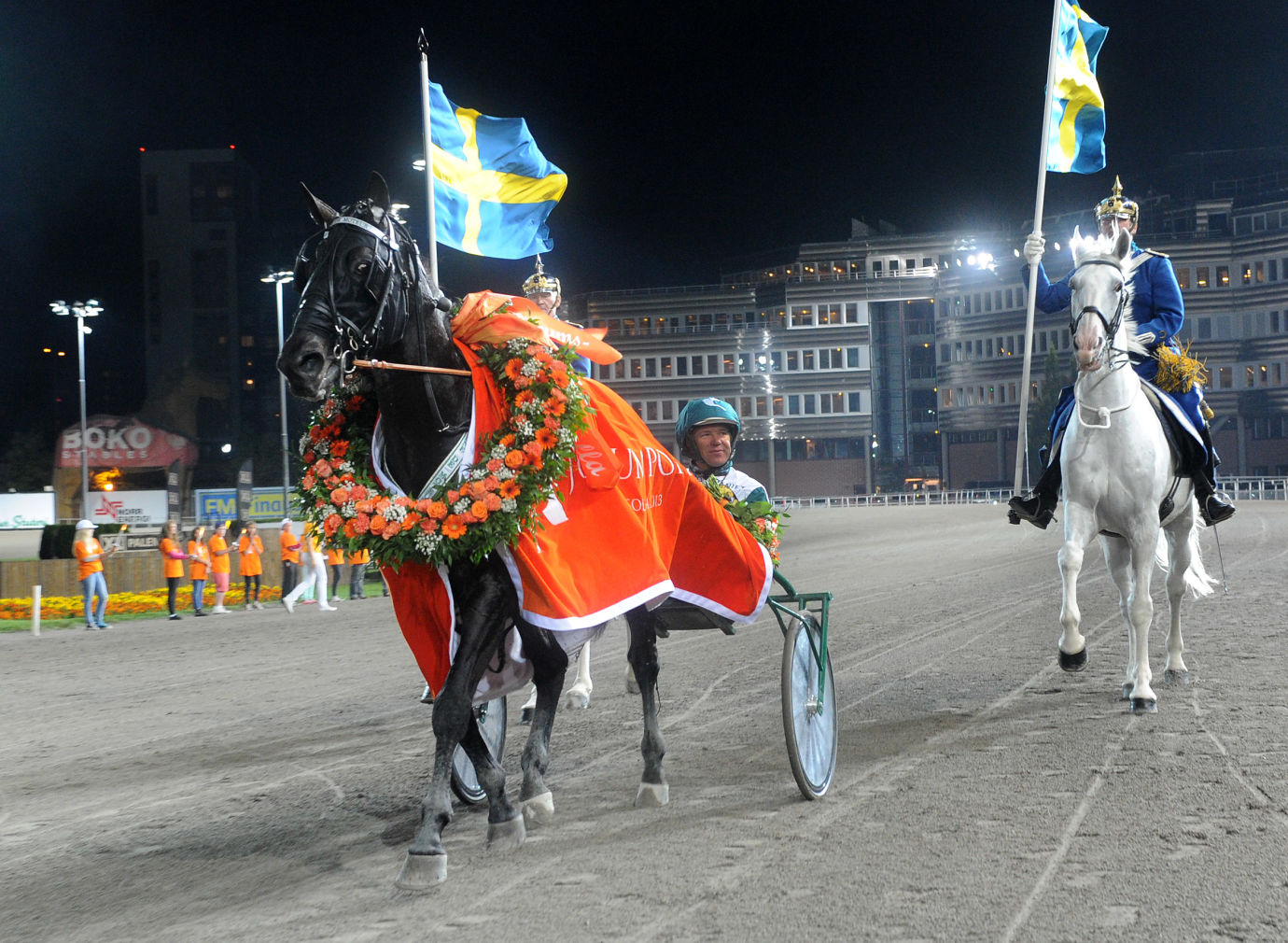
Avec Panne de Moteur après le Jubileumspokalen 2013.
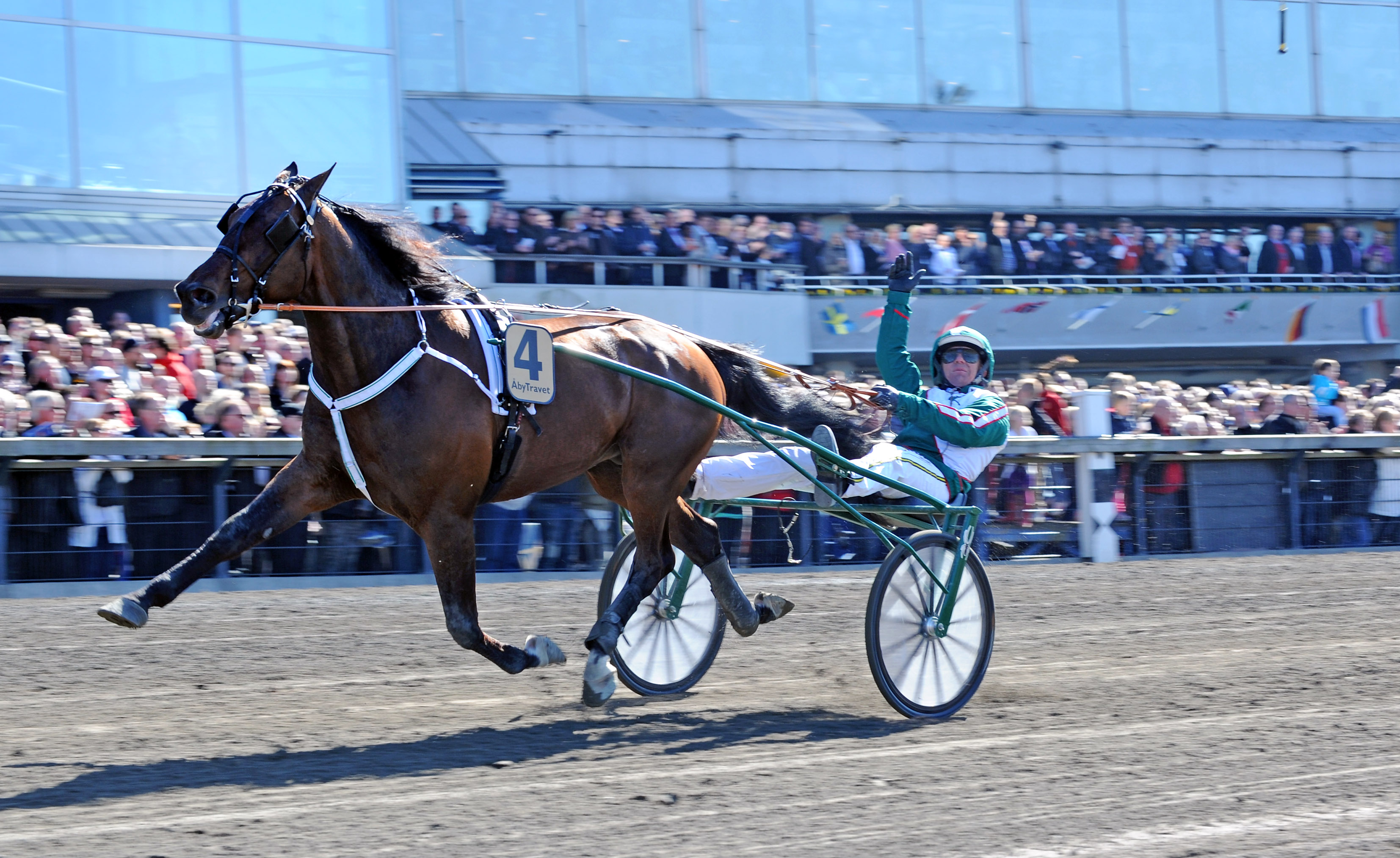
L'arrivée de L'Olympiatravet 2013 avec Maharajah.
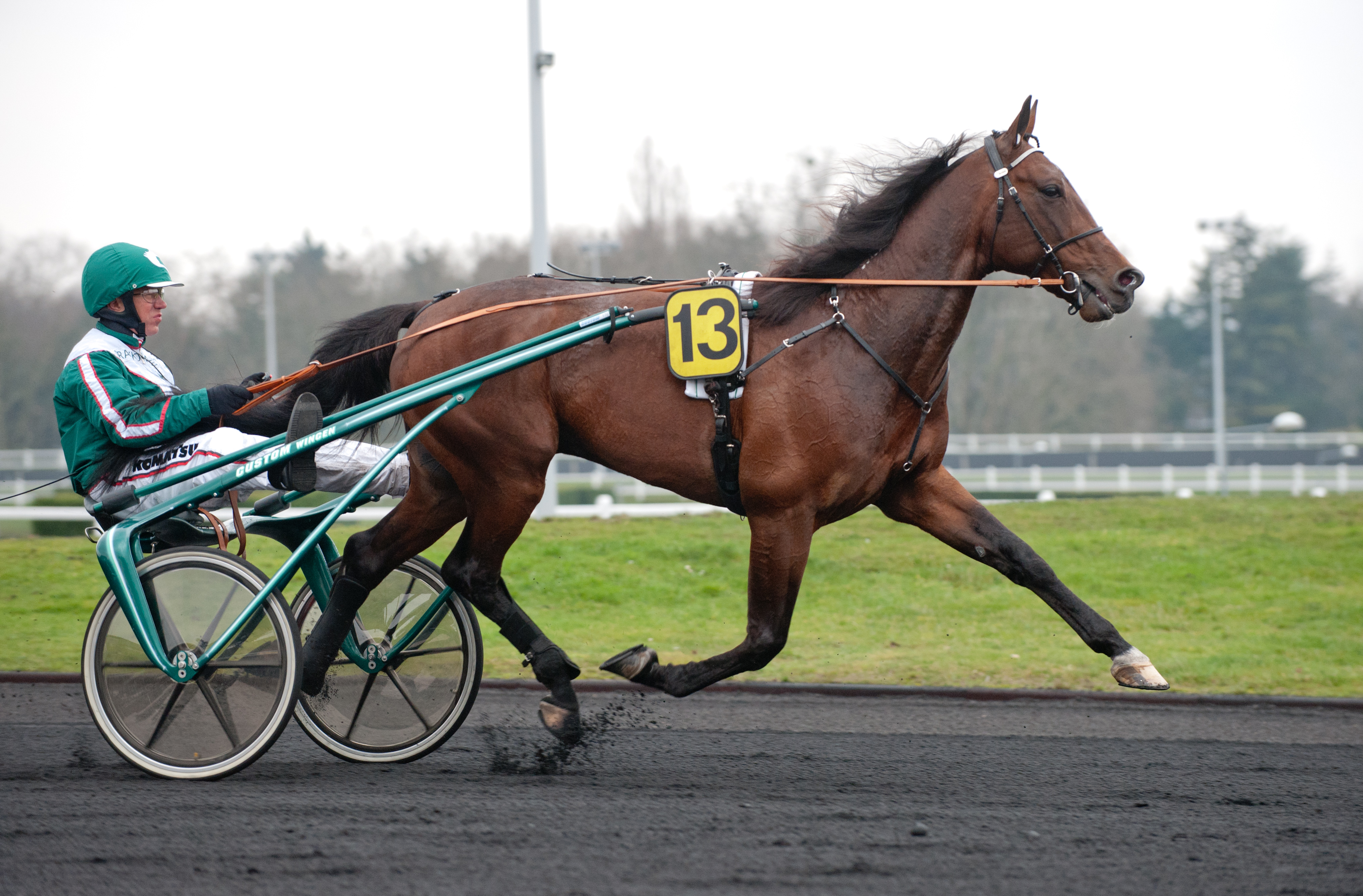
Au départ du Prix de Paris 2011 avec Maharajah.